# Faizal Abdoelgafoer
Faizal Abdoelgafoer (1989) is een Surinaams politicus. Van 2011 tot 2015 was hij jeugdambassadeur voor de millenniumdoelstellingen en aansluitend twee jaar minister van Sport- en Jeugdzaken. Daarnaast oefent hij bestuursfuncties uit voor de Nationale Democratische Partij (NDP), onder meer als jongerenvoorzitter en ondervoorzitter in het hoofdbestuur.

## Biografie
Abdoelgafoer studeerde aan de Anton de Kom Universiteit en de International Business School Americas Europe, die zich beide in Paramaribo bevinden. In 2011 werd hij jeugdambassadeur voor de millenniumdoelstellingen van de Verenigde Naties, in Suriname vaak in het Engels aangeduid met Millennium Development Goals (MDG). Daarnaast was hij sinds de oprichting op 6 december 2012 ondervoorzitter van de NDP Jongeren. In 2013 werd hij herkozen als jongerenambasseur en uiteindelijk oefende hij de functie vier jaar lang uit. Een van de activiteiten was het uitdelen van schoolspullen. In 2014 leidde het uitdelen van voedselpakketten tot woede bij de VHP Jongerenraad, omdat die bekostigd werden uit overheidsgeld en Abdoelgafoer ze uitdeelde uit naam van de NDP. De VHP-jongeren riepen hem toen op om op te stappen als jeugdambassadeur.
Hierna maakte hij zich warm voor de verkiezingen van 2015. Aanvankelijk zou hij op nummer 17 als lijstduwer van het district Paramaribo meedoen. Vanuit de NDP Jongeren werd er echter druk uitgeoefend om in zijn plaats Raynel Enfield te kandideren als lijstduwer. Abdoelgafoer besloot hierop om af te zien van een plaats op de verkiezingslijst.
Na de verkiezingen werd hij benoemd tot minister van Sport- en Jeugdzaken. Hiermee werd hij op een leeftijd van 26 jaar een van de jongste ministers in Suriname ooit. In september 2016 werd zijn naam genoemd in een reshuffling van het kabinet van Bouterse. Uiteindelijk gebeurde dit eind januari 2017, toen naast hem ook vijf andere ministers het kabinet-Bouterse II moesten verlaten. De reden van zijn vertrek werd niet bekendgemaakt. Mede-partijlid en oprichter van de Jongeren Anticorruptie Beweging, Immilioh Lens, kondigde medio 2018 aan een beerput over Abdoelgafoer te zullen openen, betreffende de tijd dat hij minister was. Later zag Lens hiervan af om persoonlijke redenen.
Nog voor Abdoelgafoers vertrek als minister, werd hij begin januari 2017 benoemd als voorzitter van de NDP Jongeren. Daarnaast is hij hoofd van de afdeling Jongeren en Regionale Gebiedsdelen van het Kabinet van de President. Begin maart 2019 werd hij ondervoorzitter in het hoofdbestuur van de NDP.